# Michał Otłowski
Michał Otłowski (ur. 21 marca 1975) – polski reżyser i scenarzysta filmowy.
Absolwent Wydziału Reżyserii Filmowej i Telewizyjnej PWSFTviT w Łodzi (2003) oraz Mistrzowskiej Szkoły Andrzeja Wajdy (kurs dla producentów). Wiceprezes NFK Distribution (2013-2016).

## Wybrana filmografia
- 2014: Jeziorak - reżyseria, scenariusz
- 2017: Diagnoza, serial tv - reżyseria (odc. 8-13)
- 2018: Diablo. Wyścig o wszystko - reżyseria, scenariusz
- 2021: Lokatorka - reżyseria, dialogi

## Wybrane nagrody
- 2014: Koszaliński Festiwal Debiutów Filmowych „Młodzi i Film” - nagroda za scenariusz filmu Jeziorak
- 2022: Festiwal Kultury Narodowej „Pamięć i Tożsamość” - Złoty Ryngraf w kategorii: Film i serial fabularny za film Lokatorka